# سيباستيان جيامباولو
سيباستيان جيامباولو (بالإنجليزية: Sebastian Giampaolo)‏ هو لاعب كرة قدم أسترالي في مركز الهجوم، ولد في 8 يناير 1959. شارك مع منتخب أستراليا لكرة القدم. أما مع النوادي، فقد لعب مع سيدني تايغرز.